# Appetite (canción)
«Appetite» (en español: «Apetito») es una canción escrita por el músico Paddy McAloon y grabada por la banda inglesa Prefab Sprout para su segundo álbum de estudio Steve McQueen (1985).

## Contenido
La canción se publicó como el cuarto sencillo de Steve McQueen en agosto de 1985 en el Reino Unido y en enero de 1986 en los Estados Unidos (como parte de Two Wheels Good). Appetite tuvo un relativo éxito, ya que llegó a ocupar la posición número 92 en la UK Singles Chart el 14 de septiembre de 1985 durante dos semanas.

## Lista de canciones
Sencillo de siete pulgadas (7")
1. «Appetite» (3:53)
2. «When The Angels» (4:29)

Sencillo de doce puladas (12")
1. «Appetite»
2. «Heaven Can Wait» (Instrumental Version Of When The Angels)
3. «Oh, The Swiss!»

## Lista de éxitos musicales
| Lista (1985)     | Máxima posición |
| ---------------- | --------------- |
| UK Singles Chart | 92              |